# Łarisowka
Łarisowka (ros. Ларисовка) – wieś w Rosji, w obwodzie biełgorodzkim, w rejonie czerniańskim. W 2010 liczyła 194 mieszkańców.